# Четвёртая ратуша

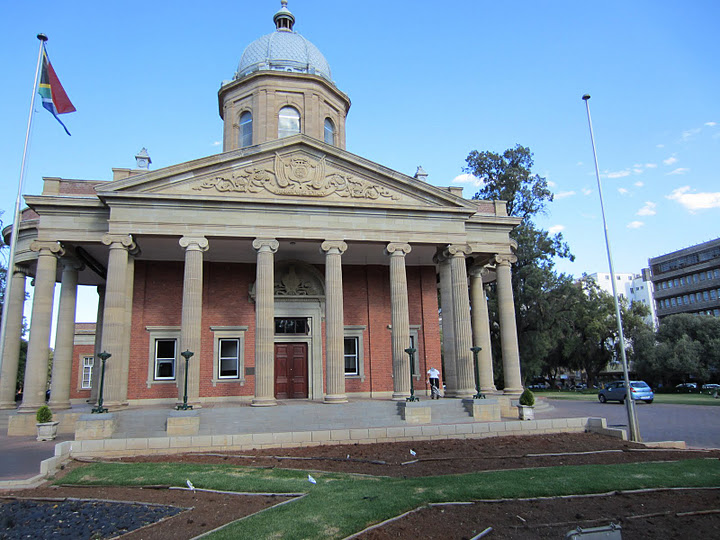
Здание в декабре 2011 г.

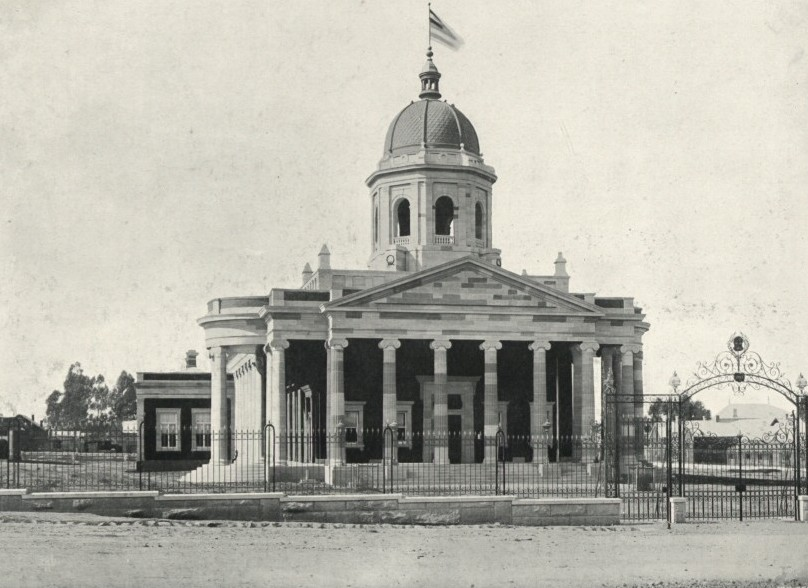
Историческое фото здания

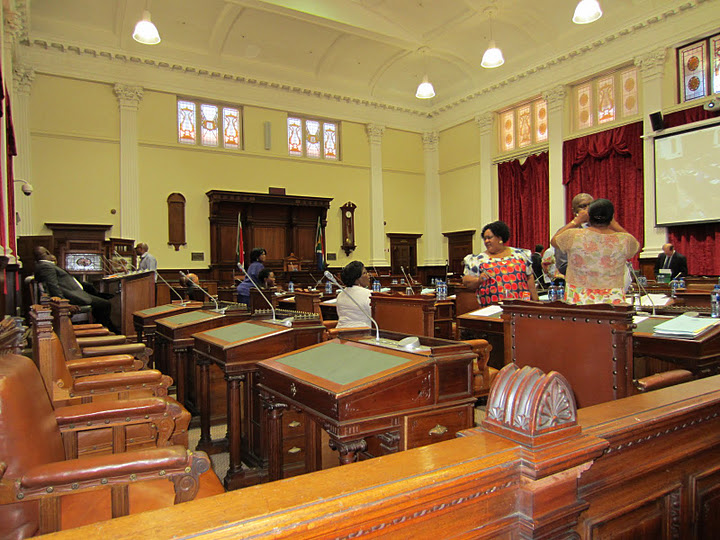
Законодательная палата в декабре 2011 г.

Четвёртая ратуша (африк. Vierde Raadsaal) — историческое здание в Блумфонтейне, Южная Африка, которое служит местом проведения заседаний Законодательного собрания провинции Фри-Стейт. Оно расположено напротив Верховного апелляционного суда на улице Президента Бранда.
В начале 1880-х годов было решено построить новую резиденцию президента и совета палаты. Проекты обоих зданий были переданы компании Lennox Canning из Йоханнесбурга. Строительство новой президентской резиденции было завершено в 1886 году, однако работа над советом палаты не начиналась до 1889 года, когда другой архитектор из Йоханнесбурга, Т. Р. Робертсон, принял предложение на сумму 27 183,10 фунтов стерлингов. Президент Фрэнсис Уильям Рейц заложил первый камень 27 июня 1890 года. Из-за проблем со строительством ещё один тендер на сумму 12 500 фунтов стерлингов был присужден Дж. Дж. Киркнессу. Новое здание было официально открыто 5 июня 1893 года, когда участники перешли из старой палаты в новую. Ещё 4000 фунтов стерлингов были потрачены на внутреннюю отделку в последующие годы.
В марте 1900 года британские войска оккупировали Блумфонтейн, и здание стало военным госпиталем. Большая часть мебели была изъята и сейчас находится в частных домах. Колония Оранжевой реки стала законным правительством в 1907 году. Колония имела двухпалатный законодательный орган, состоящий из совета и законодательного собрания. Нижняя палата продолжала собираться в ратуше, а в отдельном здании, выходящем на улицу Аливал, располагалась верхняя палата. В 1910 году был образован Южно-Африканский союз, и в ратуше разместился провинциальный совет. Палата и её помещения были заняты Апелляционным судом, пока в 1929 году не было построено отдельное здание.
После первых нерасовых выборов в 1994 году было принято решение разместить в здании вновь созданный провинциальный законодательный орган.

## Внешние ссылки
- Законодательное собрание Фри-Стейт - Четвертая ратуша